# Bonaventura Andres
Johann Bonaventura Andres (* 29. Mai 1743 in Nürnberg; † 16. Mai 1822 in Würzburg) war ein deutscher Jesuiten-Pater, Pädagoge, Hochschullehrer und Autor.

## Leben
Bonaventura Andres, dessen Vater und Großvater aus Würzburg stammten, trat am 20. September 1762 dem Jesuitenorden bei. Ab 1765 lehrte er zunächst mehrere Jahre auf dem Kaiser-Heinrich-Gymnasium in Bamberg. Im Jahr 1771 ging er an die Universität Würzburg, um sein Studium der Theologie abzuschließen, und wurde dort am 6. Oktober 1782 zum Dr. theol. promoviert.
Nach Aufhebung des Ordens durch Papst Clemens XIV. (1773) wurde er in das geistliche Seminar (Klerikalseminar) in Würzburg aufgenommen. Am 6. Februar 1774 erhielt er die Priesterweihe (Profess), wurde am 14. Februar als Kaplan nach Arnstein (Unterfranken) versetzt, aber schon im Folgejahr 1775 als Professor der Rhetorik am Würzburger Gymnasium angestellt. Der Gymnasialdirektor Andres gehörte zu den Hauslehrern, denen Georg Christoph Sielbold (1767–1798), der Sohn des Chirurgen Carl Caspar Siebold zur Erziehung übergeben wurde. Im Jahr 1782 mit Verlängerung in 1797 wurde ihm ein halber Hof in Dettelbach als Lehen gegeben.
Im Jahr 1783 wurde Andres der erste Professor für Klassische Philologie und Philosophie (Professor der geistlichen Beredsamkeit und klassischen Literatur) an der Universität Würzburg mit den Fächern Ästhetik, Homiletik und seit 1792 auch Pädagogik. Hierzu heißt es: „Bonaventura Andres, ein feiner Kopf, griff die Pädagogik an der Wurzel an, indem er in die Schätze des Quintilian hinabstieg und eine vortreffliche Chrestomathie daraus verfasste und seinen pädagogischen Vorlesungen zu Grunde legte.“ 1793 wurde er zum Schulrat, 1795 zum Wirklichen Geistlichen Rat ernannt. Im Jahr 1796 wurde er als Visitations-Kommissär ans Johann-Philipp-von-Schönborn-Gymnasium nach Münnerstadt geschickt. Bereits vor 1800 wurde er zum Dekan der philosophischen Fakultät der Würzburger Universität ernannt. Am 6. April 1814 wurde er Rektor bzw. Direktor der beiden Gymnasien in Würzburg und Münnerstadt.
Am 18. August 1807 wurde er als Vikariatsrat „wegen seiner hellen Denkweise“ Mitglied in der neuen großherzoglich würzburgischen Schulkommission und führte Reformen durch. Am 14. Oktober 1816 wurde Andres aufgrund seines hohen Alters und schwachen Gesundheitszustandes in den Ruhestand versetzt.
Andres starb „unter mißlichsten Umständen“ in Armut am 16. Mai 1822. In der Allgemeinen Deutschen Biographie schrieb Carl Ruland über ihn: Andres war

„einer der vielseitig gebildetsten Männer seiner Zeit, ein wahrer Förderer der classischen Bildung, dazu eifrig mitarbeitend namentlich den jungen fränkischen Clerus auf die Höhe wahrer wie auch rednerischer Bildung zu heben und eifriger Verehrer des Frankenlandes.“

## Schriften (Auswahl)
- Von der Welt- und Menschenkenntniß des Predigers, Würzburg 1788.
- Chrestomathia Qvinctiliana (online).
- Jacobi Vanierii Praedium Rusticum, Würzburg 1788.
- Magazin für Prediger zur Beförderung des praktischen Christenthumes und der populären Aufklärung, 4 Bände, Würzburg 1789–1792 (online).
- Neues Magazin für Prediger und Seelsorger, ab 1793.
- Quinktilians Pädagogik und Didaktik mit Anmerkungen herausgegeben, Würzburg 1793.
- Archiv für Schulen und Schulwesen vorzüglich für Prediger und Seelsorger, Würzburg ab 1801.
- Chronik für das Churfürstentum Würzburg. Bonitas, Würzburg 1806.
- Fränkische Chronik. Bonitas, Würzburg 1807.
- als Hrsg.: Neue Fränkische Chronik. Bonitas, Würzburg 1808–1809.